# إعادة الامتصاص

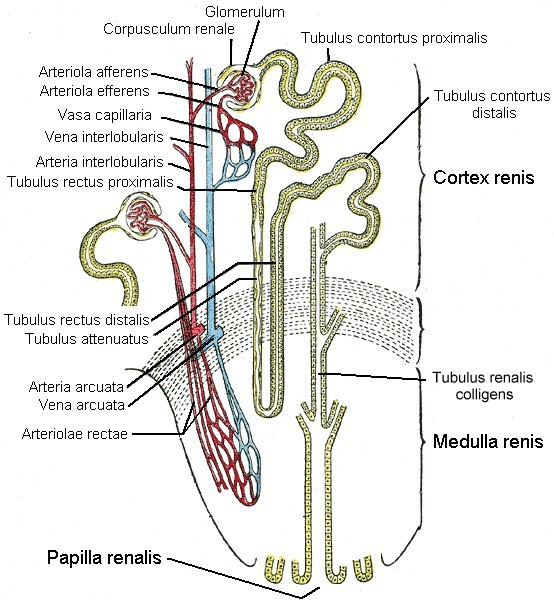

في فسيولوجيا الكلية، إعادة الامتصاص  أو إعادة الامتصاص الأنبوبي هي العملية التي عن طريقها تقوم الوحدة الأنبوبية الكلوية بإزالة الماء والمواد المذابة من السائل الأنبوبي (قبل البول) وإرجاعهم إلى جهاز الدوران. تسمى العملية إعادة الامتصاص (وليس الامتصاص) لأن هذه المواد قد تم امتصاصها بالفعل (خاصة في الأمعاء) وأيضا لأن الجسم يقوم باسترجاعهم من تيار سوائل بعد كبيبي وهو في طريقه إلى أن يصبح بول (أي أنها ستتم خسارتها في البول ما لم يتم استرجاعها). المواد تتم إعادة امتصاصها من الأنبوب الصغير (النبيب) إلى الشعيرات الدموية المحيطة بالنبيب. يحدث هذا نتيجة نقل الصوديوم من اللمعة إلى الدم عن طريق مضخة الصوديوم والبوتاسيوم في غشاء النسيج الطلائي. وهكذا تصبح الرشاحة الكبيبية أكثر تركيزا، ويعد ذلك أحد الخطوات في تشكيل البول. تسمح عملية إعادة الامتصاص لكثير من المواد المذابة المفيدة (في المقام الأول الجلوكوز والأحماض الأمينية)، الأملاح والماء التي مرت من خلال محفظة بومان بالعودة إلى الدورة الدموية. هذه المواد المذابة تكون إعادة امتصاصها توترية حيث الضغط الإسموزي للسوائل التي تترك النبيب الملفف الداني هو نفسه الضغط الإسموزي للرشاحة الكبيبية الأولية. مع ذلك، الجلوكوز والأحماض الأمينية والفوسفات غير العضوي وبعض المواد المذابة تتم إعادة امتصاصها عبر النقل النشط الثانوي عن طريق تدرج الصوديوم.
نظام الرينين–أنجيوتنسين:
1. تشعر الكلى بانخفاض ضغط الدم.
2. إفراز إنزيم الرينين في الدم.
3. يسبب الرينين إنتاج الأنجيوتنسين الأول.
4. يُحَوّل الإنزيم المحول للأنجيوتنسين (ACE) الأنجيوتنسين الأول إلى الأنجيوتنسين الثاني.
5. يُحَفّز الأنجيوتنسين الثاني إطلاق الألدوستيرون، فازوبرسين والشعور بالعطش.
6. يدفع الألدوستيرون الكلى إلى إعادة امتصاص الصوديوم؛ ويزيد الفازوبرسين من امتصاص الماء.
7. يتبع الماء الصوديوم.
8. كما يزداد حجم الدم، يزداد الضغط أيضا.